# ルースキー・ミール

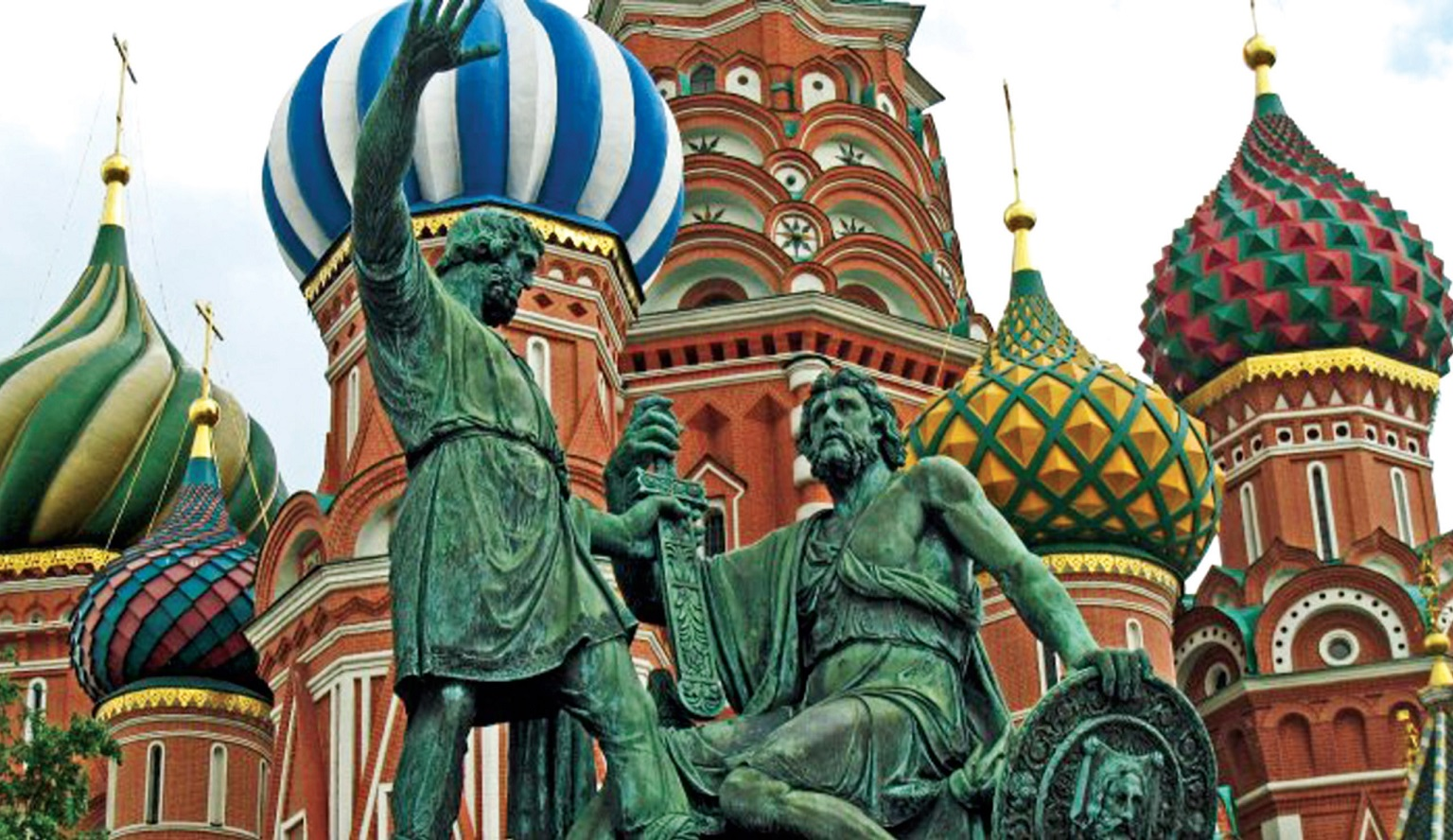
Russian World、O. Kuzmina作（CGI、2015年）。ミーニンとポジャルスキーの像の背後にモスクワの聖ワシリイ大聖堂を描いている。

ルースキー・ミール（ロシア語: русский мир）またはロシア世界、ロシア（ルーシ）の世界は、ロシア語を話し、キリスト教ロシア正教会を信仰する人々が居住する地域を独自の文明圏とみなすロシアの世界観、思想、イデオロギーである。ロシア文化だけでなく、社会、「大ロシア主義」的な外交、軍事政策とも密接に関連する。世界に影響を与えているロシア人のディアスポラも包含する。
「ロシア世界」の概念は「ロシアらしさ」という考え方に基づいているが、どちらも曖昧であると考えられてきた。ロシア世界とその認識は、ロシアの歴史を通じて生まれ、その時代時代によって形作られた。

## 歴史

### ロシア帝国以前と帝政期
「ロシア世界」という用語の最も初期の使用の1つは、11世紀のキエフ大公イジャスラフ1世に帰せられる。イジャスラフ1世はローマ教皇クレメンス1世を称賛する中で、「彼の主人のタラントを増やす忠実な奴隷への感謝を込めて - ローマにおいてのみならず、いかなる場所においても: ヘルソンでも、そしてロシア世界においても（ロシア語: с благодарностью тому верному рабу, который умножил талант своего господина - не только в Риме, но и повсюду: и в Херсоне, и еще в Русском мире）」と述べた。
16世紀、ロシアは自己完結的な世界として形作られた。知らず知らずに、ロシア世界も西洋世界と東洋世界/オリエントからの影響を吸収した。たとえ、その影響がロシア世界の発展の文脈においてかなり小さいものであったとしても。ツァーリ政権が意識的にロシアをヨーロッパ化しようと試みたのは17世紀、18世紀になってからであった。
ロシア帝国では、ロシア世界の思想は保守ナショナリズム的であった。ルースキー・ミール基金の代表ヴャチェスラフ・ニコノフは、ロシア世界はロシア固有のものを超えることはなかった、と述べた。ニコノフは、これらの時代、世界の人口の7分の1がロシア帝国に住んでいたが、現在は50分の1だ、と嘆いた。

### 1990年代
ソビエト連邦の崩壊後で成立したロシア連邦におけるこの概念の復活の背後にいる著名な作家としては、ピョートル・シュチェドロヴィツキー、イェフィム・オストロフスキー、ヴァレリー・ティシュコフ、ヴィタリ・スクルィーニク、タチアナ・ポロスコワ、ナタリア・ナロチュニツカヤらが挙げられる。ロシアがかなり多民族的で多文化的国家としてソビエト連邦から生まれたため、「ロシア思想」を統一するためには、ロシアは自民族中心主義ではいられなかった。これが、ロシア帝国末期の正教、専制、民族性の原理にあったためである。2000年、シュチェドロヴィツキーは、論文『ロシア世界と国境を越えたロシア性』において「ロシア世界」の概念の主要な考え方を提示した。その中で中心的なものの1つがロシア語であった。研究者のためのウッドロウ・ウィルソン国際センターのAndis Kudorsは、シュチェドロヴィツキーの論文を分析し、これが、18世紀の哲学者ヨハン・ゴットフリート・ヘルダーによって思考に対する言語の影響（言語的相対論と呼ばれるようになった）に関して最初に提示された考えに続いている、と結論付けた。つまり、ロシア語を話す人々はロシア語で考えるようになり、結局はロシア語で行動するようになる、というものだ。

### プーチン時代
結局、ロシア世界の考え方はロシアの政権によって採用され、2007年にはロシア連邦大統領ウラジーミル・プーチンが政府が資金提供するルースキー・ミール基金を設立する大統領令を発した。数多くの観測筋は、ロシア世界の概念の振興を、ロシアの復興あるいはその影響力をソビエト連邦およびロシア帝国の版図まで戻すという報復主義的考えの一要素であると見なしている。
その他の観測筋は、この概念をロシアのソフト・パワーを伝えるための道具であると説明している。ウクライナでは、ロシア世界の振興はウクライナにおけるロシアの軍事干渉と強く結び付けられるようになってきた。通信社ルースカヤ・リーニヤの共同編集者パーヴェル・ティコミロフによれば、数が絶えず増加している政治的な関心が強いウクライナ人にとってのロシア世界は、今日では「単に新しい名前によって覆われている『新ソビエト主義』」である。ティコミロフはこれを、ロシア社会それ自身内部のロシア世界およびソビエト連邦の融合と一致させた。

#### 政治問題化
ロシア大統領ウラジーミル・プーチンは2005年にシンタシュタ文化のアルカイム遺跡を訪れ、主任考古学者のゲンナジー・ズダノヴィチと直接会った。この訪問はロシアメディアからかなり注目された。メディアはアルカイムを「アジア、そして部分的には、ヨーロッパの現代人の多くの故郷」と紹介した。ナショナリストらはアルカイムを「ロシアの栄光の都市」や「最古のスラブ・アーリアの町」と呼んだ。伝えられるところによると、ズダノヴィチはアルカイムを「ロシアの国民思想」の可能性があるとプーチンに伝えた。これは、ヴィクトル・シュニレルマンが「ロシア思想」と呼ぶ文明の新思想である。

#### ロシア正教会とロシア世界
9世紀末の終わりに、キリスト教化前のロシアはビュザンティオンからギリシャ・東方形式のキリスト教を採用した。2009年11月3日、第3回ロシア世界集会において、モスクワ総主教キリル1世はロシア世界を「東方正教会、ロシア文化、そして特に言語と共通の歴史的記憶という3つの柱で見出され、さらなる社会的発展に関する共通の理想像と結び付いている共通の文明空間」と定義した。
「ルースキー・ミール」は、ロシア正教会の指導部の多くによって振興されているイデオロギーである。モスクワ総主教キリル1世もこのイデオロギーを共有している。ロシア正教会にとって、「ルースキー・ミール」は、「ルーシの洗礼」を通して、神が「聖なるルーシ」を築く目的のためにルーシ人を捧げたことを思い出させる、「霊的な概念」でもある。
2019年1月31日、モスクワ総主教キリル1世は、ロシア正教会とウクライナとの間の宗教的関係についての懸念を表明した: 「ウクライナは我々の教会の辺境にあるのではない。我々はキエフを『全てのロシアの都市の母』と呼ぶ。我々にとってキエフは多くの人々にとってのエルサレムである。ロシア正教はそこで始まった。したがってどのような状況の下においても我々はこの歴史的および精神的つながりを捨て去ることはできない。我々の教会の全体統一性はこれらの精神的連帯に基づいている。」。

#### 2022年ロシアのウクライナ侵攻
ルースキー・ミールは2022年ロシアのウクライナ侵攻を正当化するイデオロギーとしても利用され、キリル1世も侵攻を支持した。これに対してウクライナではロシアへの反感が高まり、ウクライナ正教会 (モスクワ総主教庁系)が2022年5月に独立を表明した。

## 推薦文献
- Koryakova, L. (1998a). “Sintashta-Arkaim Culture”.   The Center for the Study of the Eurasian Nomads (CSEN). 2010年9月16日閲覧。
- Kuznetsov, P. F. (2006). “The emergence of Bronze Age chariots in eastern Europe”. Antiquity 80 (309):  638–645. doi:10.1017/S0003598X00094096.  オリジナルの2012-07-07時点におけるアーカイブ。.
- Payne, Daniel P. (2015). “Spiritual Security, the Russkiy Mir, and the Russian Orthodox Church: The Influence of the Russian Orthodox Church on Russia's Foreign Policy Regarding Ukraine, Moldova, Georgia, and Armenia”. In Hug, Adam. Traditional Religion and Political Power: Examining the Role of the Church in Georgia, Armenia, Ukraine and Moldova. London: Foreign Policy Centre. pp. 65–70. ISBN 978-1-905833-28-3
- Rap, Myroslava (2015-06-24). “Chapter I. Religious context of Ukrainian society today – the background to research” (英語). The Public Role of the Church in Contemporary Ukrainian Society: The Contribution of the Ukrainian Greek-Catholic Church to Peace and Reconciliation. Nomos Verlag. pp. 85–90. ISBN 978-3-8452-6305-2
- Wawrzonek, Michał; Bekus, Nelly; Korzeniewska-Wisznewska, Mirella, eds (2016). Orthodoxy Versus Post-Communism? Belarus, Serbia, Ukraine and the Russkiy Mir. Newcastle, England: Cambridge Scholars Publishing. ISBN 978-1-4438-9538-5
- Rocca, Francis X. (2022年3月17日). “‘Russian World’ Is the Civil Religion Behind Putin’s War” (英語). Wall Street Journal. ISSN 0099-9660 2022年3月17日閲覧。